# Lukas Gnaiger
Lukas Gnaiger (* 29. Mai 1980 in Egg) ist ein österreichischer Kameramann und Bildgestalter.

## Leben
Lukas Gnaiger wuchs in Vorarlberg auf. Er arbeitete einige Jahre für den Österreichischen Rundfunk, bevor er 2007 sein Kamerastudium an der Universität für Musik und darstellende Kunst (Filmakademie Wien) bei Christian Berger und Michael Haneke begann. Dieses schloss er 2012 mit dem mit vier Österreichische Filmpreisen ausgezeichneten Spielfilm Deine Schönheit ist nichts wert ab. Seither hat er sich auf die Arbeit an Spiel- und Dokumentarfilmen für das Kino und Fernsehen spezialisiert.
Regelmäßig arbeitet er mit den Regisseuren Hüseyin Tabak (Gipsy Queen) und Robert Schabus (Bauer unser) zusammen. Zudem zeichnet er seit 2021 für die Bildgestaltung der von ZDF und ORF produzierten Kriminalfilmreihe Die Toten vom Bodensee verantwortlich. Für seine Arbeit an dem Dokumentarfilm Alpenland war er 2023 für den Österreichischen Filmpreis nominiert.
Gnaiger lebt in Wien. Er ist Mitglied im Verband österreichischer Kameraleute sowie der Akademie des Österreichischen Films.

## Filmografie (Auswahl)

### Kino
- 2010: Kick Off (Dokumentarfilm)
- 2012: Deine Schönheit ist nichts wert (Spielfilm)
- 2015: Die Badewanne (Kurzspielfilm)
- 2016: Bauer unser (Dokumentarfilm)
- 2017: Die Legende vom hässlichen König (Dokumentarfilm)
- 2019: Gipsy Queen (Spielfilm)
- 2019: Mind the Gap (Dokumentarfilm)
- 2020: Wood – Der geraubte Wald (Dokumentarfilm)
- 2022: Alpenland (Dokumentarfilm)

### Fernsehen
- seit 2020: Tatort (Fernsehreihe)
  - 2020: Borowski und der Fluch der weißen Möwe (Kiel)
  - 2024: Siebte Etage (Köln)
- seit 2021: Die Toten vom Bodensee (Fernsehreihe)
  - 2021: Der Seelenkreis
  - 2022: Das zweite Gesicht
  - 2022: Unter Wölfen
  - 2023: Nemesis
  - 2023: Der Nachtalb
  - 2024: Atemlos
  - 2024: Nachtschatten
  - 2025: Die Medusa
  - 2025: Das Geisterschiff

## Auszeichnungen
- Österreichischer Filmpreis 2023 – Nominierung in der Kategorie Beste Kamera für Alpenland[3]